# Căn cứ Không quân Los Angeles
Căn cứ Không quân Los Angeles ( LAAFB ) là một Căn cứ Lực lượng Không gian của Hoa Kỳ nằm ở El Segundo, California. Căn cứ Không quân Los Angeles đặt và hỗ trợ trụ sở của Bộ Chỉ huy Hệ thống Không gian của Lực lượng Không gian Hoa Kỳ (SSC), được thành lập ngày 13 tháng 8 năm 2021. Trung tâm quản lý nghiên cứu, phát triển và mua lại các hệ thống vũ trụ quân sự. Căn cứ Không quân 61 cung cấp các chức năng hỗ trợ cho căn cứ.

## Lịch sử thành lập

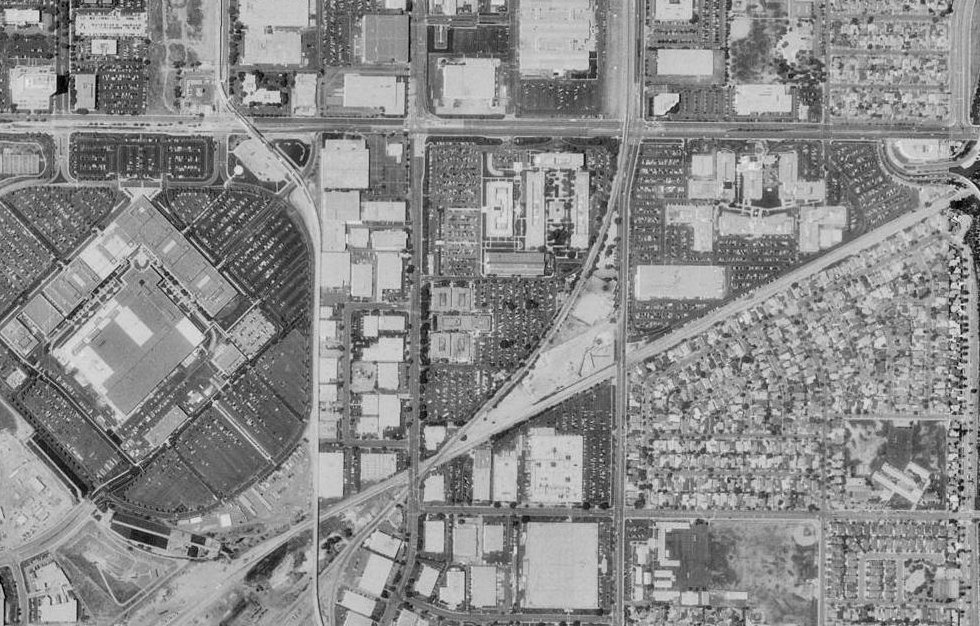
Ảnh chụp từ trên không của AFB Los Angeles năm 1994.

Căn cứ Không quân Los Angeles tên gọi cũ là Bộ Phát triển Miền Tây của Bộ Tư lệnh Nghiên cứu và Phát triển Không quân, được thành lập vào ngày 1 tháng 7 năm 1954 tại Inglewood.
Năm 1961, Không quân đã phát triển kế hoạch hợp nhất Bộ phận Hệ thống Không gian và Trung tâm Nghiên cứu và Phát triển (R&D) của Tập đoàn Hàng không Vũ trụ, được thành lập vào năm 1960 để hỗ trợ các chương trình không gian của Không quân. Kế hoạch liên quan đến việc mua lại hai mảnh bất động sản liền kề Trung tâm R&D. Một nhà máy máy bay thuộc sở hữu của Hải quân, ở góc tây bắc của Hàng không và Đại lộ El Segundo, đã được chuyển giao cho Không quân vào tháng 10 năm 1962. Một địa điểm khác, ở góc tây nam của cùng một giao lộ, thuộc sở hữu của một công ty khai thác mỏ. Tập đoàn Hàng không vũ trụ mua lại địa điểm đó vào tháng 11 năm 1962 và xây dựng trụ sở mới ở đó từ tháng 2 năm 1963 đến tháng 4 năm 1964. Đến ngày 10 tháng 4 năm 1964, cơ sở của Lực lượng Không quân tại giao lộ của Hàng không và Đại lộ El Segundo được chỉ định là Trạm Không quân Los Angeles, được chỉ định lại là Căn cứ Không quân Los Angeles vào tháng 9 năm 1987.
Vào năm 2006, Khu A của LAAFB đã bị đóng cửa vĩnh viễn sau một thỏa thuận với một nhà xây dựng địa phương để đổi đất ở Khu vực A để xây dựng Khu phức hợp Không gian Schriever trên Khu vực B và các cơ sở mới khác. Vào tháng 2 năm 2007, một sàn giao dịch mới đã được mở trên Khu vực B.
Phần Pháo đài MacArthur còn lại được sử dụng trong quân sự là một căn cứ phụ của Căn cứ Không quân Los Angeles, đóng vai trò như một khu nhà ở và khu phụ hành chính. Pháo đài MacArthur thuộc quận San Pedro của Los Angeles, cách Căn cứ Không quân Los Angeles khoảng 20 dặm về phía đông nam.

## Vai trò hoạt động
Căn cứ Không quân Los Angeles là trụ sở của Trung tâm Hệ thống Tên lửa và Không gian (SMC), một cơ quan chỉ huy của Lực lượng Không gian Hoa Kỳ. SMC chịu trách nhiệm nghiên cứu, phát triển, mua, thử nghiệm trên quỹ đạo và duy trì các hệ thống vũ trụ quân sự. Ngoài việc quản lý việc phát triển hệ thống vũ trụ Space Force, SMC còn tham gia vào các chương trình không gian do các cơ quan quân sự khác của Mỹ, các cơ quan chính phủ và các đồng minh của Tổ chức Hiệp ước Bắc Đại Tây Dương (NATO) tiến hành. SMC chuyển các hệ thống này sang lệnh vận hành thích hợp.

### Căn cứ không quân 61
Căn cứ Không quân 61 cung cấp các dịch vụ y tế, kỹ thuật dân dụng, thông tin liên lạc, an ninh, hậu cần, nhân sự cho Trung tâm Hệ thống Tên lửa và Vũ trụ và các đơn vị Bộ Quốc phòng khác trong lưu vực Los Angeles. Nó bao gồm năm phi đội và sáu cơ quan nhân viên, tổng cộng hơn 790 nhân viên với 608 triệu đô la tài sản nhà máy và 60 triệu đô la ngân sách hàng năm 

### Trung tâm Hệ thống Tên lửa và Không gian (SMC)
SMC là nơi khai sinh ra trung tâm quân sự không gian. Nhiệm vụ của họ là cung cấp các kế hoạch không gian linh hoạt và giá cả phải chăng cho quốc gia. Vào mùa hè năm 2021, trung tâm được tái chỉ định thành Bộ Tư lệnh Hệ thống Không gian, một trong ba bộ chỉ huy chính trực thuộc Lực lượng Không gian Hoa Kỳ . Nó sẽ giám sát sự phát triển, mua, phóng và duy trì các hệ thống vũ trụ quân sự. 

### Ban chỉ huy hệ thống định vị toàn cầu
Trước đây là Bộ phận Hệ thống Định vị Toàn cầu, Ban chỉ huy Hệ thống Định vị Toàn cầu là một Ban chỉ huy hệ thống quân sự đa quốc gia với hơn 700 nhân viên DoD/nhà thầu chịu trách nhiệm phát triển, khởi chạy và duy trì Hệ thống Định vị Toàn cầu, hệ thống điều hướng hàng đầu thế giới và tiêu chuẩn thời gian. Ban chỉ huy chịu trách nhiệm phát triển và mua sắm hơn 250.000 hệ thống thu phát. Kinh phí hàng năm là 1 tỷ đô la và tổng giá trị chương trình lên đến 32 tỷ đô la.

### Ban chỉ huy hệ thống ưu việt không gian
Trước đây là Ban Hệ thống Ưu việt Không gian, Ban chỉ huy Các Hệ thống Ưu tiên Không gian chịu trách nhiệm trang bị cho binh lính kế hoạch tấn công và phòng thủ, kế hoạch nhận biết tình hình không gian và các kế hoạch tiếp cận đặc biệt cần thiết để đạt được, duy trì và khai thác ưu thế ngoài không gian. Ban chỉ huy thực hiện trách nhiệm từ đầu đến cuối đối với việc phát triển, trang bị và duy trì các hệ thống vũ khí.

### Ban chỉ huy Doanh nghiệp
Ban chỉ huy Doanh nghiệp cung cấp cho DoD và Văn phòng Trinh sát Quốc gia kế hoạch tiếp cận không gian một cách đảm bảo thông qua việc hiện đại hóa hệ thống tên lửa phóng, duy trì và phát triển phạm vi toàn cầu cho tất cả các nhiệm vụ an ninh quốc gia. Ban chỉ huy tiến hành tích hợp sứ mệnh vệ tinh và cung cấp các công cụ tích hợp, đáng tin cậy để kiểm tra và hỗ trợ việc phóng vào không gian, thử nghiệm tên lửa đạn đạo và hàng không của quốc gia.

### Ban chỉ huy hệ thống MILSATCOM
Trước đây là Ban Hệ thống Truyền thông Vệ tinh Quân sự, Ban chỉ huy Hệ thống MILSATCOM có kế hoạch  mua và duy trì thông tin liên lạc toàn cầu có hỗ trợ không gian nhằm hỗ trợ tổng thống, Bộ trưởng Quốc phòng và các lực lượng chiến đấu. Hệ thống MILSATCOM bao gồm các vệ tinh, thiết bị đầu cuối và trạm điều khiển, trị giá hơn 42 tỷ đô la, cung cấp thông tin liên lạc cho khoảng 16.000 máy bay, tàu thủy, các điểm di động và cố định. Là một Ban chỉ huy chung, nó giao tiếp với các chỉ huy chính từ từng Bộ phận Vũ trang, Lực lượng Không quân HQ và các cơ quan DoD khác nhau.

### Chỉ huy phát triển hệ thống tiên tiến
Tổ chức hàng đầu về các hệ thống tiên tiến và lập kế hoạch nhằm phát triển và triển khai các kiến trúc mới có kế hoạch phục hồi và giá cả hợp lý cho các kế hoạch Không gian trong tương lai thông qua phân tích chặt chẽ, hợp tác đổi mới, phân tích yêu cầu, phát triển và trình diễn. Đóng vai trò là nhà cung cấp chính cho việc phóng lên vũ trụ, trọng tải được vận chuyển và các hoạt động trên quỹ đạo cho toàn bộ cộng đồng nghiên cứu và phát triển không gian DoD. Chịu trách nhiệm mua, tích hợp, phóng và vận hành tàu vũ trụ R&D, hệ thống tác chiến nguyên mẫu, tên lửa đẩy và tên lửa đạn đạo hỗ trợ các mục tiêu an ninh quốc gia, chương trình phòng thủ tên lửa. Đặt tại LAAFB và Kirtland AFB, New Mexico.

### Cục hậu cần vũ trụ
Đặt tại Căn cứ Lực lượng Không gian Peterson, Colorado, Cục Hậu cần Không gian có 550 người và ngân sách hàng năm 500 triệu đô la. Nó duy trì và sửa đổi các hệ thống vũ khí không gian của USAF / DoD trên toàn thế giới, bao gồm thời tiết trên mặt đất và không gian, hệ thống định vị toàn cầu, kiểm soát tầm phóng, chỉ huy và kiểm soát vệ tinh, thông tin liên lạc an toàn và cảnh báo sớm tên lửa. Ban chỉ huy là cơ quan đầu mối về hậu cần, bảo trì, cung cấp, kỹ thuật duy trì và Trung tâm Sẵn sàng Hậu cần Vũ trụ.

### Văn phòng Hoạt động Không gian
Nhiệm vụ của Văn phòng ORS là lập kế hoạch và chuẩn bị cho sự phát triển nhanh chóng của các kế hoạch không gian, cho phép cung cấp các hiệu ứng chiến đấu kịp thời và chỉ đạo, phát triển, hỗ trợ triển khai và vận hành các kế hoạch này để nâng cao và đảm bảo việc hỗ trợ cho các Chỉ huy Lực lượng Liên hợp và các nhu cầu khác theo yêu cầu.

### Bộ phận mạng
Bộ phận Mạng chịu trách nhiệm hiện đại hóa và duy trì Mạng lưới Kiểm soát Vệ tinh của Lực lượng Không quân trên toàn thế giới cũng như Hệ thống Khu vực Phóng và Thử nghiệm của quốc gia đặt tại Vandenberg SFB, California và Cape Canaveral SFS, Florida.

## Đơn vị
Lực lượng Không gian Hoa Kỳ
- Căn cứ không quân 61
  - Phi đội Công trình Xây dựng và Hậu cần số 61
  - Phi đội Hỗ trợ Lực lượng 61
  - Phi đội Y tế số 61
  - Lực lượng An ninh Phi đội 61
- Trung tâm Hệ thống Tên lửa và Vũ trụ
  - Chỉ huy phát triển và hệ thống tiên tiến
  - Ban chỉ huy hệ thống định vị toàn cầu
  - Ban chỉ huy Doanh nghiệp
  - Ban chỉ huy hệ thống MILSATCOM
  - Phân chia phạm vi và mạng
  - Ban chỉ huy hệ thống viễn thám
  - Ban chỉ huy hệ thống ưu việt không gian